# Cerco de Guimarães
O Cerco de Guimarães foi um episódio militar ocorrido em 1127, entre forças portuguesas e forças leonesas de Afonso VII, que naquele ano marchou sobre o Condado Portucalense e atacou o castelo de Guimarães, sede de D. Afonso Henriques e dos nobres portugueses que se haviam revoltado nesse ano contra a autoridade da condessa D. Teresa. 

## Contexto
Depois da morte do conde D. Henrique, assumiu a sua viúva D. Teresa o governo do condado durante a menoridade do seu filho Afonso Henriques. Em 1125 este armou-se cavaleiro na Catedral de Zamora.
Ressentidos com a proximidade de D. Teresa ao conde de Trastâmara Fernão Peres de Trava seu influente amante e ao favoritismo que demonstrava para com a nobreza galega, que apoiava os seus desígnios de vir a reinar como rainha independente, em 1127 revoltou-se a nobreza portuguesa de Entre-Douro-e-Minho, que se declarou a favor do infante D. Afonso Henriques, a esta data com dezasseis ou dezassete anos.
Ante a revolta dos nobres portugueses, o rei Afonso VII reuniu as suas hostes e, ao comando das suas tropas, dirigiu-se em pessoa a Portugal para restabelecer a sua tia no pleno governo do condado. A campanha do rei tinha o apoio do bispo de Compostela Diego Gelmires bem como da maioria da nobreza Galega.

## O cerco
Transpostas as fronteiras portuguesas, sucederam-se alguns cercos e combates. As terras de Guimarães, cujo castelo era sede dos condes de Portugal, haviam-se declarado a favor de D. Afonso Henriques e sobre este castelo de fulcral importância, onde por então se encontrava o infante, se focou Afonso VII de Leão, que para lá se dirigiu rapidamente. Em Guimarães dar-se-ia o desfecho da campanha.  
Cercada a cidade e vendo-se incapazes de resistir, os partidários de D. Afonso Henriques decidiram pedir a paz a Afonso VII em nome do jovem infante.
Mediante acordo negociado por Egas Moniz, o rei D. Afonso VII abandonou o cerco sem tomar posse do castelo, em troca da garantia de que os nobres portugueses deporiam as armas e Afonso Henriques cumpriria de futuro os seus deveres enquanto vassalo de Leão, ficando Egas Moniz como fiador. Por um lado significava isto terem-se evitado represálias graves, por outro significava ter a revolta falhado pois D. Teresa mantinha-se no governo.
D. Teresa também sofreu represálias da parte de Afonso VII e perdeu algumas terras que adquirira a norte do rio Minho.
Reposta a ordem e pouco interessado nas disputas entre D. Afonso Henriques e a sua mãe, após terem os dois reconhecido o rei de Leão como suserano retirou-se este do território pela Galiza.

## Consequências
Durou seis semanas a campanha de Afonso VII em Portugal. Teve esta impacto profundo, pois entre a sociedade condal cresceram os ressentimentos contra D. Teresa e o seu favorito galego a quem se imputou as culpas pelo desaire militar e quem antes tolerara o conde de Trastâmara agora passou a vê-lo como um obstáculo. Entre os partidários de Afonso Henriques porém, crescia a esperança no futuro.
Não logrou o D. Afonso VII pacificar os nobres portugueses por muito tempo. No ano seguinte revoltar-se-iam novamente contra D. Teresa e D. Fernão Peres de Trava e derrotariam as suas tropas na Batalha de São Mamede, sendo escorraçados de Portugal. Assumiria então D. Afonso as rédeas do governo condal.